# Leptogaster coloradensis
Leptogaster coloradensis är en tvåvingeart som beskrevs av James 1937. Leptogaster coloradensis ingår i släktet Leptogaster och familjen rovflugor. Inga underarter finns listade i Catalogue of Life.